# Xenotarsosaurus
Xenotarsosaurus is een geslacht van vleesetende theropode dinosauriërs, behorend tot de groep van de Neoceratosauria, dat tijdens het late Krijt leefde in het gebied van het huidige Argentinië. De enige benoemde soort is Xenotarsosaurus bonapartei.

## Vondst en naamgeving
In 1980 ontdekte geoloog Juan Carlos Sciutto zes kilometer ten noorden van de ranch Ocho Hermanos in Chubut een vindplaats van fossielen. Op de locatie werd tot 1985 ook opgegraven door een team van José Fernando Bonaparte. In 1980 en bij een latere gelegenheid werden resten ontdekt van een theropode.
In 1986 werd de typesoort Xenotarsosaurus bonapartei benoemd en beschreven door Ricardo Martínez, Olga Giménez, Jorge Rodríguez en Graciela Bochatey. De geslachtsnaam is afgeleid van het klassiek Griekse xenos, "vreemd", en tarsos, "enkelbeen", een verwijzing naar de eigenaardige bouw van de enkel. De soortaanduiding eert Bonaparte.
De soort is benoemd op basis van twee specimina die de cotypen vormen, dat wil zeggen: men is er niet zeker van of ze van hetzelfde individu afkomstig zijn maar denkt dat ze wel dezelfde soort vertegenwoordigen. Het gaat om PVL 612, een rechterachterpoot, en UNPSJB PV 184, een reeks van twee voorste ruggenwervels. Het gebruik van cotypen draagt het gevaar in zich dat achteraf blijkt dat het toch om twee verschillende soorten gaat. In dat geval moet een lectotype gekozen worden. Tot nu toe is dit niet aan de orde geweest omdat er verder geen relevante vondsten gedaan zijn. De fossielen komen uit de Bajo Barreal-formatie waarvan de datering onzeker is: ten tijde van de beschrijving dacht men aan het Campanien, tegenwoordig wordt het waarschijnlijker geacht dat de zandsteenlagen stammen uit het eerdere Cenomanien-Turonien.
In 2021 werd de osteologie meer in detail beschreven.

## Beschrijving

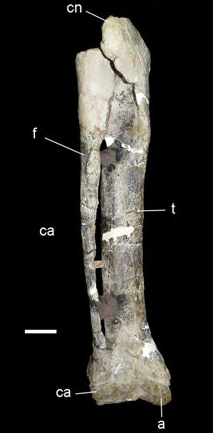
Het onderbeen

### Grootte
Xenotarsosaurus is een middelgrote roofsauriër met een in 1986 geschatte lengte van 4,8 meter. In 2010 schatte Gregory S. Paul de lengte op zes meter, het gewicht op 750 kilogram. In 2016 schatten Molina-Pérez & Larramendi de lengte op 5,4 meters bij een gewicht van 430 kilogram.
Van de achterpoot is het dijbeen 611 millimeter lang, het scheenbeen 592 millimeter.

### Onderscheidende kenmerken
In 2021 werden vijf autapomorfieën aangegeven, unieke afgeleide eigenschappen. De  voorste ruggenwervels hebben grote parapofysen, voorste uitsteeksels die facetten dragen voor de ribkoppen, die ver schuin naar voren en beneden uitsteken. De voorste ruggenwervels hebben goed ontwikkelde holten tussen de zijuitsteeksels en de voorste gewrichtsuitsteeksels, welke holten verticaal hoger zijn dan breed overdwars. Bij het dijbeen is het buitenste onderste gewrichtsuitsteeksel driehoekig van profiel en steekt naar achteren uit. Het bovendeel van het kuitbeen heeft een opvallende groeve op de voorste buitenhoek. Bij het kuitbeen wordt de bult voor de aanhechting van de musculus iliofibularis aan de onderzijde onderbroken door een holte met een haakvormig profiel.

### Skelet
De ruggenwervels zijn amficoel: hol aan beide zijden. De wervellichamen zijn breder dan hoog. De wervelboog is relatief hoog. De zijdelingse werveluitsteeksels, de parapofysen, zijn zeer groot een beslaan de hele voorste zijvlak van het wervellichaam. De zijkanten zijn diep uitgehold en voorzien van een klein pleurocoel. De voorste werveluitsteeksels, de prezygapofysen, zijn relatief hoog; eronder bevinden zich diepe uithollingen boven het ruggenmergkanaal. Voor het doornuitsteeksel bevindt zich een ondiepe uitholling.
Het dijbeen is vrij licht gebouwd. De halfronde dijbeenkop steekt 45° naar voren en verloopt geleidelijk in de trochanter major. De trochanter minor is vrij klein en heeft een beenrichel aan de basis. De vierde trochanter is iets naar binnen gericht .
Het scheenbeen heeft een vrij teer ontwikkeld boveneinde. De schacht is 90° om de lengteas gedraaid. De onderkant die plots verbreedt, is vergroeid met het sprongbeen en het calcaneum die onderling volledig vergroeid zijn, zonder dat zelfs maar een beennaad zichtbaar is. Deze uitzonderlijke toestand is de aanleiding geweest voor de geslachtsnaam. Het kuitbeen ligt strak tegen het scheenbeen aan en was gezien het ruwe binnenoppervlak van beide botten met pezen daaraan verbonden.

## Fylogenie
De beschrijvers hebben Xenotarsosaurus aan de Abelisauridae toegewezen en dat is tot nu toe een gebruikelijke indeling gebleven, hoewel er ook wel twijfel gerezen is bij sommige auteurs die de nauwkeurigheid beperkten tot een algemener Abelisauroidea of zelfs Neoceratosauria.
De analyse uit 2021 had als uitkomst dat Xenotarsosaurus niet tot de Carnotaurinae behoort en boven Eoabelisaurus in de stamboom staat.